# Devon (megye)

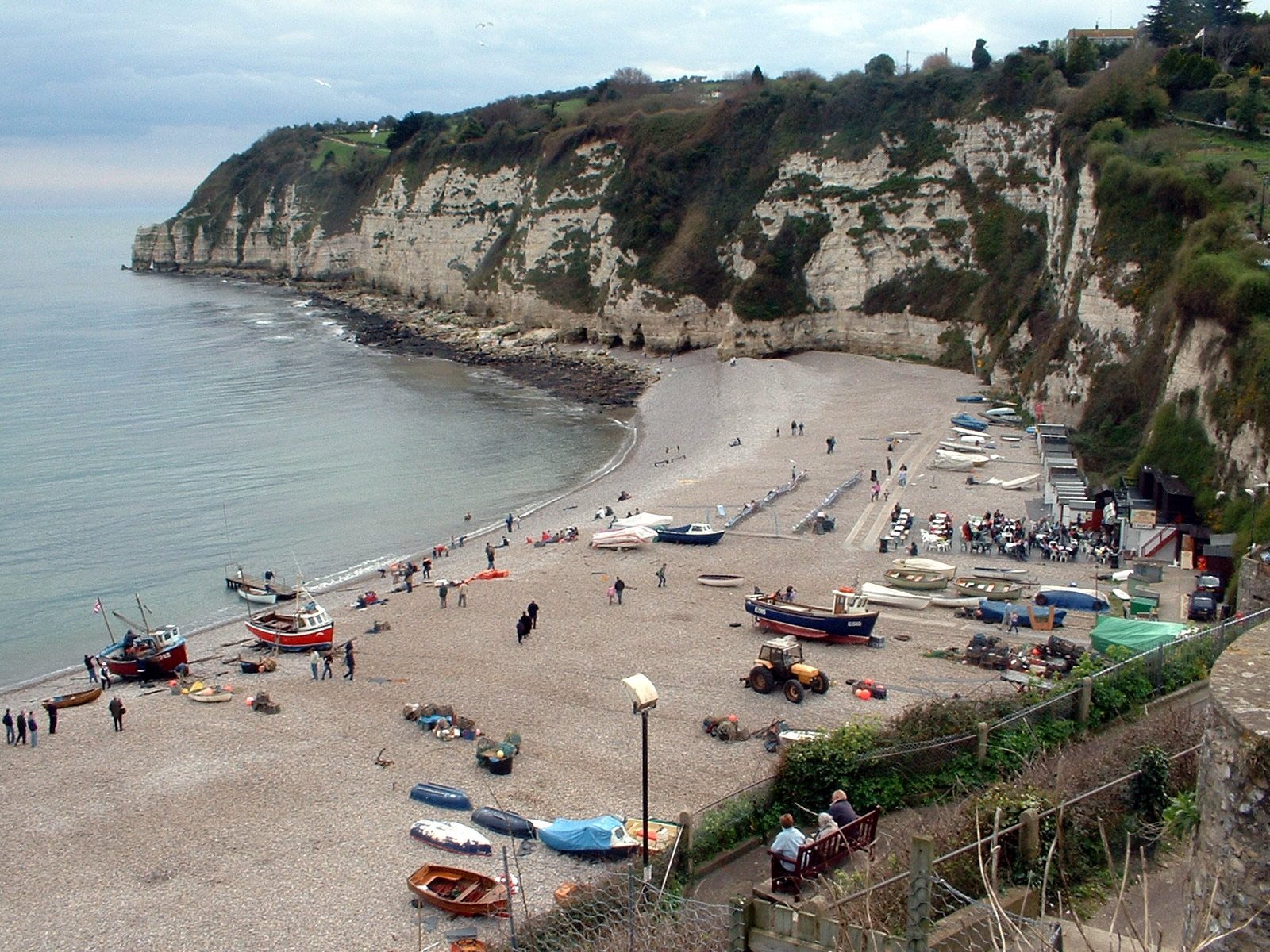
Devoni strand

Devon (IPA: /ˈdɛvən/) megye Anglia délnyugati részében. Hagyományos, történelmi szövegösszefüggésben Devonshire néven is emlegetik, de ez nem hivatalos közigazgatási név.
Területe 6707 km², ezzel a negyedik legnagyobb angol nem nagyvárosi megye (valamivel nagyobb, mint a magyar Pest vármegye). Népessége 1,135 millió (2007-es becslés). Népsűrűsége angliai viszonylatban alacsony, 169 fő/km², mivel más megyékhez képest kevésbé városiasodott.
Nyugati szomszédja Cornwall, a keletiek Dorset és Somerset. Déli partjait az La Manche csatorna, az északiakat a Bristoli csatorna vize mossa. Ez az egyetlen angol megye, amelynek két különálló partvonala van.
Székhelye Exeter. A megyei önkormányzaton kívül két független egységes hatóság (unitary authority) tartozik hozzá: Plymouth kikötővárosé és tengerparti üdülőhelyek Torbay nevű konurbációé.
Devonban van Anglia egyetlen természeti világörökségi helyszíne, a dorseti és kelet-devoni part, amelyet geológai és földrajzi jellegzetességei alapján Jura-partnak is neveznek. A devoni Dartmoor és Exmoor hangái nemzeti parkok.
Az enyhe éghajlatú Devon tengerparti üdülőhelyei, történelmi városai jelentős idegenforgalmat generálnak.

## Neve
A Devon név annak a kelta népnek a nevéből származik, akik a Brit-sziget délnyugati félszigetét lakták a római hódítás idején, 50 körül: Dumnonii, amelynek jelentése 'mély völgy lakói' lehetett. (Dumnonia pedig királyság volt a mai Devonban és a szomszédos területeken a római kor után.) A brit kelta nyelveken Devon neve: Dyfnaint (walesiül), Devnent (bretonul), Dewnens  (korniul).
William Camden, Britannia című könyvének 1607-es kiadásában úgy írja le Devont, mint egy régi, nagyobb ország részét, amelyhez valamikor Cornwall is hozzátartozott:
„Az ősi időkben azok a britek laktak, akiket Solinus Dumnoniinak nevezett... De... ennek a népnek az Országa ma két részre van osztva, melyeket a későbbi Cornwall és Denshire neveken ismernek.”